# Madelein García
Madelein García (Maracaibo, estado Zulia, Venezuela; 8 de junio de 1970) es una periodista venezolana, conocida por ser una de las corresponsales del canal de noticias Telesur.

## Biografía
García es hija de Magdeleno García, de Maracaibo, y de María Raquel de García, de San Cristóbal, estado Táchira. Estudió en el colegio católico Santa Rita de Maracaibo y se graduó en periodismo en la Universidad Cecilio Acosta con mención en desarrollo comunal. Durante 15 años estudió ballet clásico bajo la tutela de Grazyna Yeropunov, llegando a convertirse en bailarina semiprofesional. Antes de ser reportera, García fue productora en Maracaibo, trabajó en una productora por cuatro meses en Bogotá y luego se desempeñó como corresponsal de Televen en el estado Anzoátegui, donde cubrió los eventos del golpe de Estado en Venezuela de 2002. Entre 2002 y 2003 viajó a Caracas, habiendo trabajado en Televen por siete años hasta que pidió un permiso no remunerado para trabajar en el Ministerio de Turismo, donde estuvo por dos años. En 2007 Andrés Izarra, quien era el director de Telesur para entonces, le preguntó si quería trabajar en el canal de televisión, donde empezó a trabajar hasta ahora.[cita requerida]
En 2009, durante una cumbre del ALBA en Maracay la canciller de Honduras, Patricia Rodas, dijo que estaba ocurriendo un intento de golpe de Estado en el país. Tanto el presidente Chávez como Andrés Izarra le indicaron que viajara a Honduras de inmediato, donde entrevistó al general que dio el golpe, Romeo Vásquez Velásquez, jefe del Estado Mayor Conjunto. Por su trabajo sobre Honduras ganó el Premio Nacional de Periodismo Informativo de Televisión; García después viajó a Haití para cubrir el terremoto de 2010. En 2014 acompañó al entonces vicecanciller para Europa, Calixto Ortega, para efectuar la liberación de Hugo Carvajal en Aruba a pedido de Estados Unidos, donde se le acusaba de colaborar con el narcotráfico. García también ha cubierto los límites con Colombia en dos ocasiones, primero teniendo como objetivo el contrabando durante el cierre de frontera ordenado por el presidente Nicolás Maduro y luego por la inmigración, además de las protestas en Venezuela de 2017 y las protestas en Nicaragua de 2018.[cita requerida]

## Controversias
Madelein García ha sido criticada en varias oportunidades por su falta de objetividad. El 1 de junio de 2017, durante las protestas en Venezuela, un trabajador fue impactado por una bomba lacrimógena por efectivos de seguridad, desfigurándole la cara, mientras observaba una manifestación que estaba siendo reprimida entre Las Mercedes y El Rosal. Testigos afirmaron que el hombre efectivamente recibió el impacto por parte de un policía, fue atendido por paramédicos de la Cruz Verde y luego llevado a un centro hospitalario. Sin embargo, Madelein afirmó que la lesión no fue causada por una bomba lacrimógena, sino por la caída desde el techo "del campamento saqueado de Odebrecht". Semanas después, defendió a la Guardia Nacional Bolivariana junto a un reportero de Venezolana de Televisión, después de que efectivos dispararan de forma intencional y agredieran a otra periodista, afirmando que "en todos los países es lo mismo" y que ella conocía los riesgos.
Terminadas las protestas, durante las negociaciones entre el gobierno venezolano y la oposición, el 7 de febrero de 2018 Madelein cuestionó al miembro de la delegación opositora y diputado Julio Borges por los resultados de la mesa de negociación. Borges criticó que la noche anterior anterior Telesur no transmitió sus declaraciones completas luego de haber ofrecido amplia cobertura a las declaraciones del ministro Jorge Rodríguez. Telesur y Venezolana de Televisión dejaron de transmitir el resto de la respuesta, cuando Borges declaró que la delegación opositora no firmó el acuerdo final con el gobierno porque faltaban puntos pendientes por acordar. El 9 de junio de 2018, García publicó una foto falsa de la selección brasileña de fútbol preparándose para la Copa Mundial de Rusia de 2018 en la que se podía leer el mensaje Lula Livre (Liberen a Lula), agregando la leyenda "¿Alguien tiene duda quién es el líder en #Brasil?". La periodista borró la foto posteriormente.